# Канакерская ГЭС
Канакерская ГЭС имени И. О. Тер-Аствацатуряна — гидроэлектростанция на реке Раздан, на северной окраине города Ереван, Армения.
Входит в состав Севано-Разданского каскада, являясь его пятой ступенью (расположена между Арзнинской и Ереванской ГЭС-I). Мощность ГЭС — 100 МВт (ранее имела мощность 102 МВт), проектная среднегодовая выработка — 425 млн.кВт·ч, фактическая в последние годы — 110 млн.кВт·ч. Вторая по мощности станция Севан-Разданского каскада. Канакерская ГЭС имеет стратегическое значение, обеспечивая водой Ереван, а также осуществляя работу в пиковой части графика работы энергосистемы. Собственник станции — ЗАО «Международная энергетическая корпорация», 90 % акций которого принадлежит Группе «Ташир».
Конструктивно представляет собой деривационную гидроэлектростанцию с безнапорной деривацией, бассейном суточного регулирования и наземным зданием ГЭС. Состав сооружений ГЭС:
- головной узел;
- деривация;
- бассейн суточного регулирования и напорный бассейн;
- напорные трубопроводы;
- холостой водосброс (быстроток);
- здание ГЭС;
- ОРУ 110 кВ.

Головной узел расположен на реке Раздан, состоит из бетонной водосливной плотины, оборудованной четырьмя автоматическими сегментными затворами, двух проливных шлюзов с донными отверстиями, перекрытыми плоскими затворами, и водоприемника с двумя отверстиями, оборудованными плоскими затворами. Водоприёмник сопрягается с безнапорной деривацией длиной 12,6 км, включающей в себя каналы общей длиной 8,5 км и тоннели общей длиной 4,1 км. Из деривации через шлюз с двумя донными отверстиями вода поступает в бассейн суточного регулирования (БСР) объёмом 150 тыс.м³. БСР гидравлически связан с напорным бассейном, включающем аванкамеру, шугосброс с данным промывником и автоматический трехступенчатый сифонный водосброс. Из аванкамеры начинаются четыре напорных трубопровода, перекрываемые плоскими затворами. Напорные трубопроводы подают воду на гидроагрегаты мощностью 12,5 МВт (по два агрегата на трубопровод) и 25 МВт (по одному агрегату на трубопровод). Турбины производства Завода № 3 им. Калинина и Ленинградского металлического завода (агрегаты мощностью 25 МВт реконструированы в 1999—2003 годах с заменой рабочих колёс), генераторы — производства завода «Электросила» (4 агрегата мощностью 12,5 МВт) и фирмы ALSTOM (2 агрегата мощностью по 25 МВт). Здание ГЭС наземного типа, в нём размещены 6 радиально-осевых гидроагрегатов: 4 мощностью по 12,5 МВт и 2 мощностью по 25 МВт, работающих на расчётном напоре 169 м.
Оборудование ГЭС отработало более 70 лет, физически изношено, морально устарело и подлежит реконструкции.

## История
Является одной из старейших электростанций Армении — первый гидроагрегат пущен в 1936 году. Строительство велось под руководством крупного армянского гидроэнергетика Иосифа Тер-Аствацатуряна.
Турбины для ГЭС были изготовлены на московском Заводе имени М. И. Калинина, вторая очередь — на Ленинградском металлическом заводе
В 1966 году Канакерской ГЭС было присвоено имя Тер-Аствацатуряна, на её территории установлен памятник ему.
В 1978—1980 годах были заменены напорные трубопроводы. В 1993—1995 годах была проведена частичная реконструкция гидроагрегатов № 1—4. В 2001—2003 годах за счет средств кредита, полученного в Германии, проведена реконструкция ГЭС, включающая замену гидрогенераторов на агрегатах № 5 и 6, электрооборудования станции, капитальный ремонт головного узла, деривации и напорно-станционного узла.
В 2003 году каскад был передан «Интер РАО ЕЭС» в обмен на долг Армении в размере 25 миллионов долларов. Для работы каскада был включен IEC. В 2011 году Русгидро приобрела МЭК у Интер РАО. В марте 2020 года Русгидро завершило сделку по продаже ЗАО «МЭК» группе «Ташир».